# Mestna avtobusna linija št. 1 (Maribor)
Mestna avtobusna linija številka 1 AP Mlinska – Tezenska Dobrava je ena izmed 19 avtobusnih linij javnega mestnega prometa v Mariboru. Poteka v smeri sever - jugovzhod in povezuje središče Maribora s Taborom, Teznim in Tezensko Dobravo.

## Trasa
- smer AP Mlinska – Tezenska Dobrava: Mlinska ulica - Partizanska cesta - Titova cesta - Ulica heroja Bračiča - Svetozarevska cesta - Ulica kneza Koclja - Glavni trg - Stari most - Trg revolucije - Dvorakova ulica - Ulica Moše Pijada - Ljubljanska ulica - Ulica Pariške komune - Titova cesta - Ptujska cesta - Dogoška cesta - Mirna ulica.
- smer Tezenska Dobrava – AP Mlinska: Mirna ulica - Dogoška cesta - Ptujska cesta - Titova cesta - Ulica Pariške komune - Ljubljanska ulica - Trg revolucije - Stari most - Glavni trg - Ulica kneza Koclja - Svetozarevska cesta - Ulica heroja Bračiča - Titova cesta - Partizanska cesta - Mlinska ulica.

## Režim obratovanja
Linija obratuje vse dni v letu, tj. ob delavnikih, sobotah, nedeljah in praznikih.  Avtobusi najpogosteje vozijo ob delavniških prometnih konicah.